# Хосе Гонсалес
Хосѐ Габриел Гонса̀лес (на испански: José Gabriel Gonzáles) е шведски певец и текстописец от аржентински произход, творящ в областта на жанровете фолк рок, акустичен рок и инди рок.

## Биография
Гонсалес е роден в Гьотеборг. Неговите родители се местят от Аржентина в Швеция през 1978 година. Израства, слушайки латиномузика, определя кубинския певец и поет Силвио Родригес за своя най-любим изпълнител. Учи биохимия в Гьотеборгския университет.
Първата група, в която свири, се казва Back Against the Wall, хардкор пънк формация от родния му град, която черпи вдъхновение от Black Flag, The Misfits и Dead Kennedys.
В периода 1993 – 1998 г. е басист на друга хардкор група – Renesence. През 1997 – 1998 г. е китарист и на рок групата Only if You Call Me Jonathan.
През 2003 г. издава първия си самостоятелен албум „Veneer“ в Европа. Две години по-късно албумът е издаден във Великобритания (25 април) и в Щатите (6 септември).
Негово запазено звучене е примесът между сола с класическа китара и спокойни бавни мелодии. Въпреки че по-голяма част от песните му са авторски, той има и няколко изключително успешни акустични кавър версии на парчета като „Heartbeats“ на сънародниците му The Knife, „Love Will Tear Us Apart“ на Joy Division, „Born Again“ и „The Ghost of Tom Joad“ на Брус Спрингстийн, „Hand on Your Heart“ на Кайли Миноуг, „Smalltown Boy“ на Бронски Бийт, „Teardrop“ на Масив Атак и „Last Snowstorm of the Year“ на Low.
Вторият му албум „In Our Nature“ е издаден на 22 септември 2007 година. За този си албум Гонсалес споделя, че част от текстовете са вдъхновени от книги като „The God Delusion“ на биолога Ричард Докинс и „Practical Ethics“ на Питър Сингър.

## Телевизионни прояви
Гонсалес е имал множество телевизионни участия, където най-често е изпълнявал няколко от акустични си песни. Участвал е в Late Night with Conan O'Brien, Jimmy Kimmel Live, Later... with Jools Holland, Last Call with Carson Daly, Sunrise и MTV Canada Live.
Част от музиката му е използвана във вече приключилия американски сериен филм „Ориндж Каунти“, където са включени песните му Crosses и Stay in the Shade, и двете от дебютния му албум Veneer.
Неговата кавър версия на Heartbeats на шведското електропоп дуо The Knife е използвана в рекламен клип за Сони Бравия, който показва как 250 000 подскачащи цветни топчета се спускат по улиците на Сан Франциско. Тази песен добива широка популярност и е включена в такива сериали като „Смешно отделение“ и „Самотно дърво на хълма“. Де факто чрез тази кавър версия популярнност добива както самият Гонсалес, така и неговите сънародници The Knife.
Кавърът му на „Teardrop“ на Масив Атак е използван в последния епизод от четвърти сезон на американския сериал „Д-р Хаус“.

## Съвместни проекти
Гонсалес свири в групата Junip заедно с Тобиас Винтеркорн и Елиас Арая. Групата е издала един-единствен мини албум „Black Refuge“.
Той е работил и с английското чилаут/даунтемпо дуо Zero 7 върху албума им от 2006 „The Garden“, в който той пее в няколко песни заедно с честата гост вокалистка Сия Фърлър. Албумът включва четири песни с вокалите на Гонсалес: Futures, „Left Behind“, „Today“ и „Crosses“.
Гонсалес работи и с финландския хаус диджей Йори Хулконен за песента „Blinded By The Numbers“ от албума на Хулконен „Dualizm“ от 2005. Английският хип-хоп изпълнител Plan B ползва семпъл от Гонсалес в песента си „Cast a Light“, част от EP-то „Paint it Blacker“. Той също така е работил и с шведския хип-хоп диджей и продуцент Embee върху песента „Send Someone Away“. Песента „Crosses“ е ремиксирана от популярния холандски диджей Тиесто.

## Дискография

### Албуми
- Veneer (октомври 2003)
- In Our Nature (септември 2007)
- Vestiges & Claws (2015)
- Local Valley (2021)

### Мини албуми
- Crosses EP (юни 2003)
  - 7" сингъл (лимитиран до 500 копия): „Crosses“ / „Storm“
  - Стандартно EP: „Crosses“ / „Hints“ / „Deadweight on Velveteen“ / „Storm“
- José González & Jens Lekman Split Tour Single (декември 2003)
  - 7" сингъл (лимитиран до 330 копия): „If You Ever Need a Stranger to Sing at Your Wedding“ (Lekman) / „Hand on Your Heart“ (González)
- Remain EP (януари 2004)
  - 7" сингъл (лимитиран до 330 копия): „Remain“ / „Lovestain“
  - Стандартно EP: „Remain“ / „Lovestain“ / „Love Will Tear Us Apart“ / „Suggestions“
- Stay in the Shade EP
  - 7" сингъл (лимитиран до 220 копия): „Down the Hillside“ / „Sensing Owls“
  - Стандартно EP: „Stay in the Shade“ / „Down the Hillside“ / „Sensing Owls“ / „Hand on Your Heart“ / „Instr.“
- Australian Tour EP (ноември 2005 – Австралия и Нова Зеландия)
  - Колекция от 8 B-сайд песни от албума Veneer
- B-Sides Collected EP (ноември 2006 – Южна Африка)
  - Колекция от 7 B-сайд песни от албума Veneer
- 3 EP Collection (септември 2007 – Тайван)
  - Колекция от три EP-та: Crosses EP, Remain EP и Stay in the Shade EP
- José González & Promise and the Monster Split Tour Single (декември 2007)
  - 7" сингъл (лимитиран до 500 копия): „How Low“ (González) / „Sheets“ (Promise and the Monster)

### Сингли
- „Heartbeats“ (9 януари 2006) #9 UK, #66 AUS
- „Laura, Laura“ (6 февруари 2006) #8 UK, #60 AUS
- „Crosses“ (10 април 2006) #107 UK
- „Hand on Your Heart“ (3 юли 2006) #29 UK, #88 AUS
- „Down the Line“ (10 септември 2007 – Великобритания) #140 UK, #12 UK Indie
- „Killing for Love“ (19 септември 2007 – Швеция)
- „Teardrop“ (12 ноември 2007)
- „Down the Line“ (20 февруари 2008 – Швеция)
- „Killing for Love“ (14 януари 2008 – Великобритания)